# Illa Lougheed
Lougheed és una de les nombroses illes deshabitades que formen part de l'arxipèlag Àrtic Canadenc, a la regió de Qikiqtaaluk, Nunavut. Té una superfície de 1.308 km² i un perímetres de 243 quilòmetres. Fa 82 quilòmetres de llargada per 28 quilòmetres en el seu punt més ample. Es troba a mig camí entre l'illa d'Ellef Ringnes, al nord-est, i l'illa de Melville, al sud-oest.

## Història
L'illa va ser descoberta el 1916 per Vilhjalmur Stefansson, durant l'expedició canadenca a l'Àrtida. Va rebre el nom en record a James Alexander Lougheed.
El 1994 Larry Newitt, del Servei Geològic del Canadà, i Charles Barton, de la Geoscience Australia, van establir un observatori magnètic temporal a l'illa de Lougheed, prop de la posició prevista del pol nord magnètic, per tal de controlar les fluctuacions a curt termini del Camp magnètic terrestre.